# Ptychamalia perbrunneata
Ptychamalia perbrunneata là một loài bướm đêm trong họ Geometridae.